# Love Child (песня Accept)
«Love Child» (с англ. — «Дитя любви») — песня и сингл немецкой хеви-метал-группы Accept. Её авторами являются все участники группы и её менеджер Габи 
 Хауке, использовавшая свой творческий псевдоним «Дэффи».
Сингл выпущен в формате 12-дюймовой пластинки со скоростью вращения 33 оборота в минуту дочерними подразделениями компании CBS в поддержку пятого альбома группы Balls to the Wall и является вторым из двух синглов альбома. Как и сам альбом, сингл записывался и сводился в течение лета 1983 года в Dierks Studios, в Пульхайм-Штоммельне, Северный Рейн-Вестфалия. Выпущен в 1984 году.

## О песне
«Love Child» — песня, которая в основном и породила домыслы о гомосексуальности участников группы. Песня действительно поётся от имени гомосексуального мужчины, однако музыканты неоднократно в заявляли в интервью, что она не является пропагандой чьих-либо взглядов, а песня в целом о проблеме, которая появилась у человечества и имеется у отдельных людей.

В Германии на всё, что имеет подобный окрас, никто даже бровью не поведёт. Это раздули американцы, возможно, канадцы, и, конечно, японцы. Никто в группе не был геем, и вероятно, не будет никогда. А у Удо вообще слабо выраженное сексуальное начало. Это самая забавная вещь, люди думали, что он гей. Это даже работало хорошо на нас. Мы позволили этим сплетням быть, и это было прикольно.— интервью с Вольфом Хоффманном для Metallian.com
На стороне «Б» сингла находится песня «London Leather Boys» (с англ. — «Лондонские парни в коже»), также вошедшая на альбом Balls to the Wall, и которая вкупе с предыдущей композицией, тоже рассматривалась как основание для домыслов (исходя из принятой тогда в гомосексуальных кругах кожаной одежды). Но Вольф Хоффманн также развеял заблуждения, сказав что эта песня про банды байкеров. Ударник Штефан Кауфманн в своём интервью канадскому журналисту Мартину Попоффу подтвердил это, сказав: «Они нормальные люди, просто выглядят по-другому и ведут себя по-другому. Но они нормальные люди, другое меньшинство».

## Оценки критиков
Обе песни сингла выделялись критиками при рассмотрении музыкального наполнения альбома. К примеру, Эдуардо Ривадавия из американского ресурса AllMusic называл «Love Child» бесспорной классикой и носителем одного из великих металлических стаккато-риффов, а двустишие из «London Leather Boys» — самым вопиющим гомоэротическим заявлением в истории хеви-метала.

## Список композиций
| №  | Название     | Автор(ы)                                                                          | Длительность |
| -- | ------------ | --------------------------------------------------------------------------------- | ------------ |
| 1. | «Love Child» | Вольф Хоффманн, Штефан Кауфманн, Удо Диркшнайдер, Петер Балтес, Йорг Фишер, Дэффи | 3:34         |

| №                   | Название              | Автор(ы)                                              | Длительность |
| ------------------- | --------------------- | ----------------------------------------------------- | ------------ |
| 1.                  | «London Leather Boys» | Хоффманн, Кауфманн, Диркшнайдер, Балтес, Фишер, Дэффи | 3:57         |
| Общая длительность: | Общая длительность:   | Общая длительность:                                   | 7:31         |

## Участники записи
- Удо Диркшнайдер — вокал
- Петер Балтес — бас-гитара
- Вольф Хоффманн — гитара
- Герман Франк — гитара
- Штефан Кауфманн — ударные